# The Perfect Man
The Perfect Man è un film del 2005 diretto da Mark Rosman, con Hilary Duff, Heather Locklear e Vanessa Lengies.

## Trama
Holly Hamilton è una ragazza di 16 anni che vive con la madre single Jean e la sorella Zoe, di 7 anni, con le quali si trasferisce a New York, dopo che lei aveva lasciato la precedente città in seguito ad una delusione sentimentale della madre. Infatti, lei è stanca dei continui trasferimenti che avvengono ogni volta che la madre chiude una relazione sentimentale e perciò Holly è costretta a seguire la madre abbandonando casa, amici e scuola. Nella nuova scuola conosce subito una ragazza, Amy, e in seguito Adam, disegnatore di fumetti. Con l'aiuto di Amy, decide di trovare l'uomo perfetto per la madre per riportarle la felicità in modo da non trasferirsi più. Consultano così lo zio di Amy, Ben, il quale dà loro dei consigli con la scusa che tutto ciò serve per un progetto scolastico. Così Holly comincia a corteggiare la madre fingendosi un ammiratore segreto, prima mandandole delle orchidee e poi scrivendole numerose lettere con il falso nome di Ben, residente in Cina.
Holly inizia a frequentare sempre di più Ben (lo zio di Amy) e capisce che lui e Jean hanno molto in comune e perciò si rende conto che Ben è l'uomo perfetto per lei mentre sua madre è alle prese con Lenny, il panettiere del negozio in cui lavora poiché convinta in un primo momento che fosse lui il suo ammiratore segreto che, dopo un'uscita insieme e durante una serenata stonata, che sveglia tutto il vicinato, le chiede di sposarlo ma lei, invece di accettare, dice di doverci riflettere; Holly cerca infatti di troncare la loro frequentazione poiché convinta che Lenny non sia l'uomo giusto per lei.
Holly, che aveva mandato una foto dello zio Ben alla madre, chiede ad Adam di fingersi Ben cinese con l'intento di telefonare a Jean e lasciarla ma la madre gli dichiara il suo amore e Adam non riesce nel suo intento, perché in quel momento pensa a Holly capendo di essersi innamorato di lei. La mattina seguente Holly lo affronta mentre Adam le dichiara i suoi sentimenti baciandola.
Holly torna a chattare con la madre fingendosi Ben e organizza un incontro con lei dopodiché lo raggiunge ad un matrimonio dove lei, pensando erroneamente che Ben sia lo sposo, rovina tutto poiché il vero sposo è un altro Ben mentre la sposa è una sua cara amica. Ben la raggiunge per allontanarla, non prima che Holly sia riuscita a raccontargli la verità. Intanto, Jean aspetta l'ammiratore segreto sotto il ponte (dove si erano dati appuntamento); qui arriva Holly che le confessa la verità e che aveva fatto tutto ciò per rimanere in un posto per un po' di tempo. Delusa e afflitta, Jean si allontana e rifiuta la proposta di matrimonio di Lenny.
Anche Holly rimane delusa dopo che Adam le aveva fatto un disegno con il titolo "La principessa Holly" e così ritorna a casa e decide, come fa la madre, di scappare e di trasferirsi. La madre non accetta e incoraggia Holly a superare le cose chiedendo di guardare il disegno e di voltarlo; Holly lo fa e vede un disegno d'amore in cui Adam le dice che lui ci sarà sempre per lei. Con ciò, Holly ritrova la felicità mentre Jean decide di rimanere a New York in maniera definitiva; così alla fine Jean vince il premio per la migliore torta, Zoe vince la gara di spelling, lei va al ballo con Adam e riesce a far incontrare la madre e il vero Ben.

## Riconoscimenti
- 2006 - Teen Choice Awards
  - Nomination Miglior attrice in un film commedia a Hilary Duff
- 2006 - Young Artist Awards
  - Nomination Miglior attrice giovane 10 anni o meno a Aria Wallace
- 2006 - Kids' Choice Awards, Australia
  - Miglior attrice a Hilary Duff
- 2005 - Kids' Choice Awards, Australia
  - Miglior star a Hilary Duff

## Curiosità
Durante alcune riprese del film, in alcuni scaffali del negozio della mamma, si possono notare dei prodotti italiani, come: Misura (del gruppo Colussi), De Cecco, Kimbo Caffè e Mulino Bianco.